# Kenneth Gould
Kenneth „Kenny“ Gould (* 11. Mai 1967 in Chicago) ist ein ehemaliger US-amerikanischer Boxer. Er wurde im Januar 1993 Weltmeister der International Boxing Organization (IBO) im Weltergewicht.
Seine größten Amateurerfolge waren im Weltergewicht der Gewinn der Goldmedaille bei der Weltmeisterschaft 1986 in Reno (Nevada) und der Gewinn einer Bronzemedaille bei den Olympischen Sommerspielen 1988 in Seoul.

## Amateurkarriere
Er gewann 1985, 1986 und 1987 jeweils die US-Meisterschaften und 1986 auch die Weltmeisterschaft in Reno, nachdem er sich jeweils gegen Kunihiro Miura, Laurent Boudouani, Tibor Molnár und Candelario Duvergel durchgesetzt hatte.
1987 wurde er nach Finalniederlagen gegen Juan Carlos Lemus jeweils Zweiter bei der Nordamerikameisterschaft in Toronto und den Panamerikanischen Spielen in Indianapolis.
1988 gewann er die nationale Olympiaqualifikation in Concord und die Olympic Box-offs in Las Vegas. Er konnte daraufhin an den Olympischen Spielen 1988 in Seoul teilnehmen und siegte gegen Joseph Marwa, Alfred Ankamah, Maselino Masoe und Joni Nyman, ehe er im Halbfinale mit einer Bronzemedaille gegen Laurent Boudouani ausschied.

## Profikarriere
Gould boxte als Profi von Dezember 1988 bis November 1993 und bestritt 28 Kämpfe mit 26 Siegen. Seinen größten Erfolg und einzigen Titelgewinn erzielte er am 8. Januar 1993 in Chicago, als er mit einem TKO-Sieg gegen Derrick McGuire den IBO-Weltmeistertitel im Weltergewicht gewann, den er jedoch nie verteidigte.
Seinen letzten Kampf gewann er am 16. November 1993 nach Punkten gegen den späteren WBC-WM-Herausforderer David Gonzalez. Im Anschluss beendete er seine Karriere aufgrund einer Schulterverletzung.

## Sonstiges
Gould wurde in Chicago geboren, wuchs jedoch ab 1974 mit seinen Eltern und zwei jüngeren Schwestern in Rockford auf, wo er im Alter von sieben Jahren mit dem Boxsport begann. Er ist Absolvent der Auburn High School in Rockford und arbeitete nach seiner Wettkampfkarriere als Wirtschaftsprüfer in Rockford.
2017 fand er Aufnahme in die Illinois Boxing Hall of Fame.